# إدموند فولر
إدموند فولر (بالإنجليزية: Edmund John Fowler)‏ هو عسكري أيرلندي، ولد في 1861 في وترفورد في جمهورية أيرلندا، وتوفي في 26 مارس 1926 في كولشيستر في المملكة المتحدة.